# Miroslav Šimek
Miroslav Šimek (n. 27 ianuarie 1959, Turnov, Q56219884⁠(d), Cehoslovacia) este un canoist ce a reprezentat Cehoslovacia, medaliat olimpic. A participat la 2 ediții ale Jocurilor Olimpice (1992, 1996) în care a câștigat două medalii de argint.